# Жиронвил сир Есон
Жиронвил сир Есон (фр. Gironville-sur-Essonne) насеље је и општина у Француској у региону Париски регион, у департману Есон која припада префектури Еври.
По подацима из 2011. године у општини је живело 814 становника, а густина насељености је износила 61,62 становника/km². Општина се простире на површини од 13,21 km². Налази се на средњој надморској висини од 70 метара (максималној 146 m, а минималној 62 m).

## Демографија
| 1962. | 1968. | 1975. | 1982. | 1990. | 1999. | 2011. |
| ----- | ----- | ----- | ----- | ----- | ----- | ----- |
| 236   | 236   | 230   | 510   | 574   | 641   | 814   |

График промене броја становника у току последњих година